# Дорофей (Дбар)
Архимандри́т Дорофе́й (абх. Архимандрит Дараҭ, греч. Αρχιμανδρίτης Δωρόθεος в миру Дмитрий Заурович Дбар; род. 18 января 1972, с. Мгудзырхва, Гудаутский район, Абхазская АССР) — священнослужитель Гуменисской митрополии Константинопольской православной церкви (рукоположенный в Московском патриархате и лишённый там сана
), несущий своё служение в Абхазии; выпускник Московской духовной академии (2001 г.), председатель Совета Священной Митрополии Абхазии (с 2011 г.), доктор богословия Аристотелевского университета г. Салоники (2014 г.), старший научный сотрудник отдела истории Абхазского института гуманитарных исследований им. Д. Гулиа Академии наук Абхазии (с 2018 г.), преподаватель кафедры истории, археологии и этнологии Абхазского государственного университета (с 2020 г.), автор многочисленных работ по истории православия в Абхазии; лидер движения за автокефалию Абхазской православной церкви.
По состоянию на 2021 год, в качестве священника ведёт регулярные богослужения в самом посещаемом в Абхазии Пантелеимоновском соборе Новоафонского монастыря.
Тезоименитство — 3 (16) сентября (мученика Дорофея Никомидийского).
Русская православная церковь, в юрисдикции которой он ранее состоял, числит его как временно запрещённого в священнослужении клирика Майкопско-Адыгейской епархии. Епархиальный суд Майкопской и Адыгейской епархии Русской Православной Церкви, заседая 23 мая 2023 года, решил просить Архиепископа Майкопского и Адыгейского Тихона о ходатайстве перед Святейшим Патриархом Московским и всея Руси Кириллом об утверждении решения Епархиального Суда Майкопской и Адыгейской епархии о лишении иеромонаха Дорофея (Дбара) священного сана.

## Биография

### Детство
Родился 18 января 1972 года в селе Мгудзырхуа Гудаутского района Абхазской АССР.
Согласно свидетельству о рождении, получил имя Джума, хотя с детства все называли Дмитрием (Димой). Имя Джума указано во всех официальных документах, выданных до 1993 года. 3 июня 1993 года (в связи с поступлением в Московскую духовную семинарию) в Гудаутском районном отделе ЗАГС получил свидетельство о перемене имени: переменил имя «Джума» на «Дмитрий».
В детстве перенес заболевания корью и ветрянкой.

### Начальное и среднее образование
Первый год начального образования прошёл в средней школе села Мгудзырхуа в 1977—1978 годах. Школа носит имя Василия Агрба (1889—1938), бывшего священника церкви Пророка Илии села Мгудзырхуа, который после 1917 года стал революционером и соратником председателя Совнаркома Абхазии Нестора Лакоба.
Среднее образование получил в абхазской средней школе № 1 им. Нестора Лакоба в городе Гудауте, где обучался в 1978—1988 годах (11 классов). Выдающийся руководитель советской Абхазии Нестор Лакоба (1893—1936) был воспитанником Новоафонской монастырской школы для абхазских мальчиков. В период обучения архимандрита Дорофея (Дбар) в Гудаутской средней школе заведующим учебной частью школы и преподавателем истории была Валентина Васильевна Агрба, дочь вышеупомянутого священника и революционера Василия Агрба, а классным наставником — Алла Цикоровна Габуния, которая родилась в северном корпусе Новоафонского монастыря (в советское время в этом корпусе размещались коммунальные квартиры).
«Характеристика выпускника 11 класса Гудаутской абхазской СШ № 1 им. Н. Лакоба, ДБАР Д. З., 1972 года рождения, член ВЛКСМ, абхаза.
Дбар Джума обучался в данной школе с 1978 года. За время учебы показал хорошие способности. Мальчик трудолюбивый, исполнительный. Принимал участие во всех школьных мероприятиях. Длительное время являлся редактором школьной и классной газеты. Хорошо рисует. Характер уравновешенный, отзывчивый. Физически здоров. Родители уделяли большое внимание воспитанию сына. Окончил полный курс университета военно-патриотического и нравственного воспитания старшеклассников. Классный руководитель: А. Ц. Габуния. Директор школы: Л. И. Тарнава. Секретарь комсомольской организации: В. Пилия».
Одновременно со средней школой окончил Гудаутскую детскую художественную школу. В свидетельстве об окончании детской художественной школы указано, что получил следующие оценки: 1. Живопись — 5 (пять); 2. Рисунок — 5 (пять); 3. Композиция — 5 (пять); 4. Скульптура — 5 (пять); 5. История искусства — 4 (четыре).
С 1 сентября 1986 года по 25 мая 1988 года прошёл курс в Гудаутском межшкольном учебно-производственном комбинате по специальности «столярное дело». Сдал на отлично теорию и практику и получил соответствующее свидетельство (№ 114, специальность — столяр второго разряда).
В годы учёбы в Гудаутской средней школе занимался в кружках абхазского народного танца и фотодела. Последним архимандрит Дорофей увлекся надолго: в 1985 году родители приобрели ему любительский фотоаппарат «Смена 8М» и домашнюю фотолабораторию; с 1988 года стал обладателем полупрофессионального фотоаппарата «ФЭД»; с 1997 года пользовался полумеханическим «Зенитом», который в 2005 году сменил на полупрофессиональный и затем профессиональный «Nikon».
В годы школьной учёбы увлекался и спортом. Хорошо играл в футбол и баскетбол. Во время летнего отдыха в детском лагере «Дзержинец» (Золотой Берег, прибрежная часть села Мгудзырхуа) несколько раз становился победителем в различных спортивных соревнованиях. В юности хорошо играл в волейбол, настольный теннис, нарды и бильярд. Кроме того, с детства неплохо играл и в шахматы (научился от отца).

### Сухумское художественное училище
В августе 1988 году поступил на второй курс Сухумского художественного училища.
В экзаменационном листе сообщается, что абитуриент Дбар Д. З., решением дирекции училища от 5 июня 1988 года, допущен к сдаче приемных экзаменов по специальности скульптор, сектор — русский. В том же экзаменационном листе дана информация и об итогах сдачи абитуриентом Дбар Д. З. приемных экзаменов: 1. Рисование — 4 (четыре); 2. Живопись — 4 (четыре); 3. Композиция 1 — 4 (четыре); Композиция 2 — 4 (четыре); 5. Язык и литература (русский) — 4 (четыре); 6. История народов СССР — 5 (пять).

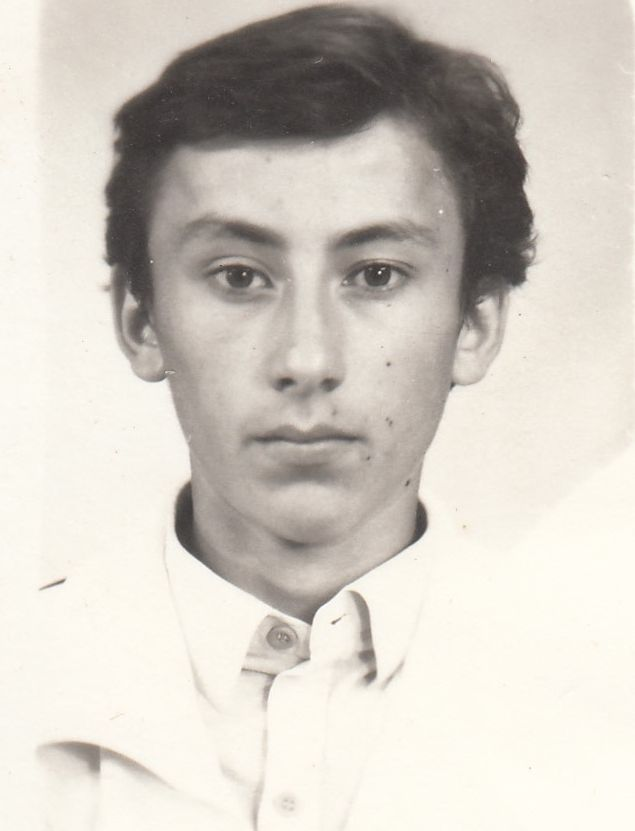
Фотография Д. З. Дбар, 1988 года, из личного дела студента Сухумского художественного училища им. А. Чачба. Хранится в архиве Сухумского художественного училища им. А. Чачба

В 1990 году работал художником-оформителем в нескольких библиотеках города Сухум. В 1991 году выполнил ряд заказов: художественное оформление корпусов пионерского лагеря «Дзержинец» (Золотой Берег, прибрежная часть села Мгудзырхуа) и изготовление рекламного щита, установленного при везде в село Мгудзырхуа. В 1991 году окончил училище и защитил дипломную работу по специальности «художник-оформитель». Дипломная работа (руководитель — художник Павел Амичба) — витражное панно по мотивам абхазского эпоса «Абраскил», было установлено в здании Сухумской школы-интернат № 1 (ныне — Абхазский государственный лицей-интернат им. К. Ф. Дзидзария).

### Абхазский государственный университет
В 1991 году поступил в Абхазский государственный университет, на отделение изобразительного искусства.
В начале декабря 1991 года принял участие в художественной выставке, организованной в стенах Абхазского государственного университета, и вызвавшей большой общественный резонанс. Ей были посвящены несколько публикаций в газетах «Аԥсны», «Республика Абхазия» и «Абхазский университет».
Одна из студенческих работ (живописная композиция) была включена в состав работ абхазских художников, представленных в 1992 году на выставке «Колумб-92» в Генуе (Италия), организованной в честь 500-летия открытия Америки Христофором Колумбом.

### Картины и иконографические зарисовки
Хранятся в фондах Церковно-археологического музея Священной Митрополии Абхазии. Ссылка
1. «Ваза с фруктами». Натюрморт, 64 х 85 см, холст/масло, в багете, январь 1992 г.
2. «Берег Амбары (Мюссера)». Пейзаж, 37 х 49.5 см, холст/масло, в багете, июнь 1992 г.
3. «Домик на берегу Амбары (Мюссера)». Пейзаж, 28 х 35 см, картон/масло, в багете, июнь 1992 г.
4. «Рыбацкий домик на берегу Амбары (Мюссера)». Пейзаж, 28 х 35 см, картон/масло, в багете, июнь 1992 г.
5. «Уход из мира». 36 х 45.5 см, бумага/пастель, в багете, 1993 г.
6. «Автопортрет». 9 х 11 см, картон/масло, 1993 г.
7. «Спаситель». Икона, 15 х 21 см, картон/масло, 1993 г.
8. «Спаситель». Иконографическая зарисовка, 36 х 48 см, бумага/карандаш, в багете, 1993 г.
9. «Святая Троица». Иконографическая зарисовка, 38 х 50 см, бумага/карандаш, в багете, 1993 г.
10. «Ангел». Иконографическая зарисовка, 29 х 38 см, бумага/карандаш, в багете, 1993 г.
11. «Ангел». Иконографическая зарисовка, 29 х 38 см, бумага/карандаш, в багете, 1993 г.
12. «Св. Иоанн Креститель». Иконографическая зарисовка, 29 х 38 см, бумага/карандаш, в багете, 1993 г.
13. «Св. Василий Великий». Иконографическая зарисовка, 29 х 38 см, бумага/карандаш, в багете, 1993 г.
14. «Самарянка». Иконографическая зарисовка, 30 х 38 см, бумага/карандаш, в багете, 1993 г.
15. «Преподобный». Иконографическая зарисовка, 30 х 36 см, бумага/карандаш, в багете, 1993 г.
16. «Св. Николай Мирликийский». Прорись, 33 х 38 см, бумага/карандаш, в багете, 1992 г.
17. Иконографические зарисовки, 29 х 38 см, бумага/карандаш, в багете, 1993 г.
18. Иконографическая зарисовка, 29 х 38 см, бумага/карандаш/тушь, в багете, 1993 г.
19. «Спящий послушник». Зарисовка, 24 х 30 см, бумага/тушь, в багете, 1993 г. Ссылка

### Воцерковление
С января 1992 года стал регулярно посещать богослужения в Сухумском кафедральном соборе Благовещения Пресвятой Богородицы, где познакомился с иеродиаконом Антонием. Слушал лекции, которые читались отцом Антонием в зале Управления Сухумо-Абхазской епархии. От него же в качестве подарка получил своей первый машинописный молитвослов под названием «Каждодневные молитвы православных христиан» и факсимильное издание «Слово о смерти» (Санкт-Петербург,1863), составленное Игнатием, епископом Кавказским и Черноморским (святитель Игнатий Брянчанинов).
9 апреля 1992 года в храме Успения Богородицы села Лыхны принял Таинство Крещения. Крещение совершил иерей Виссарион Аплиаа. Восприемники (крестные родители): Теймураз Дзидзария (художник, кузнец-оружейник) и Ирма Гублия (искусствовед).
26 апреля 1992 года вместе с Адгуром Ампар (ныне иеромонах Андрей) принял участие в своем первом Пасхальном богослужении в Лыхненском храме Успения Пресвятой Богородицы. Там впервые познакомились с Русланом Сарсания (ныне иеродиакона Давид), который нёс послушание на клиросе и читал богослужебные тексты на абхазском языке. В тот же период познакомился с ещё несколькими молодыми абхазами, практиковавшими церковную жизнь: Леоном Аджинджал (ныне монах Пантелеимон), который дал прочитать первый катехизис на русском языке, опубликованный в качестве приложения к церковному календарю РПЦ за 1992 год; Ардой Ашуба (ныне директор АбИГИ им. Д. Гулиа АНА), несшим послушание иподиакона у митрополита Сухумо-Абхазского Давида (Чкадуа); и Илиёй Джопуа (сын ныне иеромонаха Сергия Джопуа).
В июне 1993 года вместе с Адгуром Ампар (ныне изверженный из священного сана иеромонах Андрей) был на приеме у председателя Верховного совета Абхазии В. Г. Ардзинба, который вручил специальное письмо к Святейшему Патриарху Московскому и Всея Руси Алексию II, с просьбой принять Д. Дбар и А. Ампар на обучение в Московскую духовную семинарию.
Архимандрит Дорофей (Дбар), в своих воспоминаниях о личных встречах с В. Г. Ардзинба (1945-2010 гг.), об этом пишет: «Это был июнь месяц 1993 года, шла война. Я, тогда просто Дмитрий Дбар, вместе с Адгуром Ампар (сейчас он иеромонах Андрей) сидели на лавочке перед домом в Гудауте, где во время войны работал Владислав Григорьевич Ардзинба, и ждали, когда нас пригласят к нему. Перед домом находились несколько ребят в военной форме. Один из них был Джон Хутаба. Его я запомнил не только по тому, что он выделялся своим атлетическим телосложением, но был знаком с ним ещё с довоенного времени. Мама у меня тоже Хутаба. Вдруг на балкон дома, который был расположен как раз с фасадной стороны, неожиданно вышел Владислав Григорьевич. Он был в белой рубашке с короткими рукавами и галстуке. Помню, что, увидев Владислава Григорьевича, я испытал глубокое волнение. В скором времени нас провели в кабинет, где нас с улыбкой на лице приветствовал Владислав Григорьевич и предложил сесть на стулья, стоявшие перед его рабочим столом. Он сказал, что отец Виссарион уже сообщил ему о решении направить нас для поступления в Московскую духовную семинарию, и что он всецело одобряет это решение, поскольку у Абхазии, где много христианских святынь и памятников культуры, должны быть свои священники. Встреча длилась около 15-20 минут. Затем нас провели в канцелярию, где Аида Ладария дала нам на руки письмо на имя Патриарха Московского и вся Руси Алексия II, в котором Владислав Григорьевич, как Председатель Верховного совета Республики Абхазия, просил Его Святейшество принять нас на обучение в Московскую духовную семинарию. Будучи уже в Москве, мы это письмо передали в руки Алексея Ващенко, тогда секретаря народного депутата Верховного Совета РСФСР Сергея Николаевича Бабурина, который вместе с сопроводительным письмом перенаправил его в Московскую Патриархию. Жаль, что я тогда не сделал копию письма Владислава Григорьевича. Не знаю, сохранилось ли оно в абхазских архивах. Но благодаря именно этому письму в августе 1993 года мы были приняты на обучение в Московскую духовную семинарию».

### Московская духовная семинария и академия
В августе 1993 году поступил в Московскую духовную семинарию, а по её окончании, продолжил обучение в Московской духовной академии, курс которой завершил в 2001 году со степенью кандидата богословия, защитив диссертацию на тему «История христианства в Абхазии в первом тысячелетии» (научный руководитель доктор церковной истории, профессор Московской духовной академии, А. И. Сидоров).
С 1993 по 1999 гг. состоял в Православном братстве святого апостола Симона Кананита и принимал участие в издании газеты «Православная Абхазия».
30 сентября 1993 года на заседании Совета Братства св. апостола Симона Кананита, с участием представителей московского Братства св. апостола Иоанна Богослова, на него было возложено временное исполнение обязанностей председателя Братства св. апостола Симона Кананита с правом официального представительства и пользования печатью.
С февраля 1994 по 1995 гг. преподавал «Закон Божий» для детей-абхазцев в Московской многонациональной школе № 1650.
3 ноября 1996 г. за Божественной Литургией в храме св. Иоанна Лествичника при Московской духовной академии и семинарии была совершена хиротесия во чтеца епископом Верейским Евгением, ректором Московской духовной семинарии и академии (удостоверение № 1614 от 5 ноября 1996 г.).
В ведомости об успеваемости и поведении студента первого курса Московской духовной академии Дмитрия Дбар за 1997/98 гг., выданной Советом Академии от 9 июня 1998 г., сообщается, что, после получения за предметы «Священное Писание Ветхого Завета», «Основное богословие», «История Древней Церкви», «Литургике», «Гомилетике», «Сектоведению», «Истории религий», «Христианство и литературе», «Риторике», «Истории церковного пения», «Истории философии», «Организации хозяйства», «Православной педагогике», «Древнему языку: латинскому», «Новому языку: английскому», а также за сочинение и поведение — 5 (пять баллов), а за предмет «История Русской Церкви» — 4 (четыре балла), переведен на второй курс Московской духовной академии.
В 1999 г., в год празднования 200-летия со дня рождения великого русского писателя А. С. Пушкина, на Первом канале Российского телевидения был реализован проект «Наш Пушкин». Он заключался в телемарафоне, в котором разные люди читали по несколько строк из романа в стихах Александра Пушкина «Евгений Онегин». Среди них оказался и архимандрит Дорофей (Дбар), тогда Дмитрий Дбар — студент Московской духовной академии. Ссылка См. на 7 минуте, 20 секунде.

### Монашеский постриг и рукоположение в священный сан
26 августа 2001 года в Михайловском мужском монастыре (Республика Адыгея) был пострижен в монашество с наречением имени Дорофей в честь святого мученика Дорофея Никомидийского.
29 августа 2001 года епископом Майкопским и Адыгейским Пантелеимоном (Кутовым) в Свято-Троицком кафедральном соборе города Майкопа был рукоположён в сан иеродиакона, а 9 сентября — в сан иеромонаха.
В том же году получил отпускную грамоту и продолжил своё служение в Абхазии, оставаясь при этом заштатным клириком Майкопской епархии.

### Служение в Абхазии
В 2000 году организовал церковное издательство «Стратофил», за время существования которого (2000—2006) было выпущено несколько научных монографии по истории Абхазской православной церкви, фотоальбомы храмов и монастырей Абхазии, аудио и видео продукция, Библия для детей на абхазском языке.
В 2001 году возглавил возрождение мужского общежительного монастыря св. Иоанна Златоуста в Команах (Сухумский район Абхазии), где с 2001 по 2006 гг. исполнял обязанности настоятеля.
С 2001 по 2002 гг. был секретарём Епархиального совета Сухумо-Абхазской епархии, и одновременно был служащим священником Благовещенского кафедрального собора города Сухум, проводя при соборе в течение полугода курс лекций «О православной вере» для мирян.
В 2002 году создал Новоафонское духовное училище при монастыре св. апостола Симона Кананита в городе Новый Афон. С 2002 по 2006 гг. — ректор Новоафонского духовного училища. За время его руководства училищем, было выпущено 25 студентов, из которых четверо стали священнослужителями, двое — приняли монашество, пятеро — поступило в высшие богословские школы России. В училище им были прочитаны курсы лекции по догматическому богословию, патрологии, литургике и истории Абхазской православной церкви.
В 2002 г. создал Фонд Церковно-археологического музея при Новоафонском монастыре. Фонд располагает обширной коллекцией дореволюционных икон, книг, литографий, фотографий и церковной утвари. Кроме того, в Фонде хранятся различные архитектурные артефакты древних абхазских храмов. В Фонде также собрана коллекция живописных полотен и графических работ современных абхазских художников на религиозную тематику.
В 2003 году на базе Новоафонского духовного училища им была открыта Регентская школа для девушек. Из воспитанниц Регентской школы в 2004 году иеромонах Дорофей организовал хор храма св. апостола Симона Кананита (Новый Афон). Хор в 2005 году принимал участие в международных фестивалях в России и Германии. Было выпущено два компакт-диска.
С 2001 по 2006 года вёл активную миссионерскую деятельность в Абхазии. В этот период совершал богослужения и различные Таинства в следующих храмах: часовне-храме Пицундских Святых в г. Пицунда, храме св. апостола Симона Кананита в Новом Афоне, храме Покрова Богородицы в Новом Афоне, Успенском соборе в п. Дранда, Успенском соборе с. Моква, храме св. Георгия Победоносца в с. Чубурхиндж, храме пророка Илии в п. Агудзера, в молитвенной комнате Драндской тюрьмы. За это время им лично было крещено более 5000 абхазов.
В течение 2005 года, каждый воскресный день, на канале частного телевидения «Интер ТV» (Сухум) вел передачи «Беседы о православной вере». В рамках этого проекта было снято 11 документальных фильмов о православных храмах Абхазии.
С 2005 по 2014 гг. принимал активное участие в издании газеты «Христианская Абхазия».

### Служение и учеба в Греции
Из-за разногласий с иереем Виссарионом Аплиаа в вопросах административного устройства Абхазской православной церкви в январе 2007 года оставил настоятельство в монастыре св. Иоанна Златоуста в Команах и ректорство в Новоафонском училище и отправился на учёбу в Аристотелевский университет Салоник.
Указом № 017 от 17 июня 2007 года почислен за штат епископом Пантелеимоном (Кутовым).
В январе 2007 года был зачислен в состав братии монастыря святых Рафаила, Николая и Ирины в юрисдикции Гуменисской митрополии Элладской Православной Церкви.
С октября 2007 по май 2008 годов прошёл академический курс новогреческого языка в Институте новогреческого языка при Аристотелевском университете г. Салоники. В мае 2008 года сдал экзамен и получил аттестат, позволявший продолжить обучение в высших учебных заведениях Греции.
28 декабря 2007 года решением действующего Совета митрополии Гумениссы, Аксиуполеоса и Поликастры Элладской Православной Церкви был зачислен в штат священнослужителей Гуменисской митрополии. С 16 января 2008 года данное решение официально вступило в силу. 29 февраля 2008 года был определён служащим священником в храм святого Димитрия Солунского в городе Аксьюполис в общине Пеонии.
С сентября 2008 по май 2009 года прошёл базовый курс французского языка во Французском Институте в Салониках (Греция).
29 октября 2009 года был принят в аспирантуру Аристотелевского университета Салоник, для написания докторской диссертации в Богословском отделении Богословского факультета Аристотелевского университета. Тема диссертации: «Место кончины святого Иоанна Златоуста». Научный руководитель доцент Богословского отделения Богословского факультета Аристотелевского университета, доктор богословия, Евангелия Амириду.
С октября 2009 по май 2011 года прошёл базовый курс английского языка в Центре изучения иностранных языков «ASSOS» в Салониках.
21 апреля 2011 года, в Великий Четверг, в храме Успения Пресвятой Богородицы монастыря Пресвятой Богородицы в городе Гумениса митрополитом Гуменисским Димитрием (Бекярисом) был возведён в достоинство архимандрита.

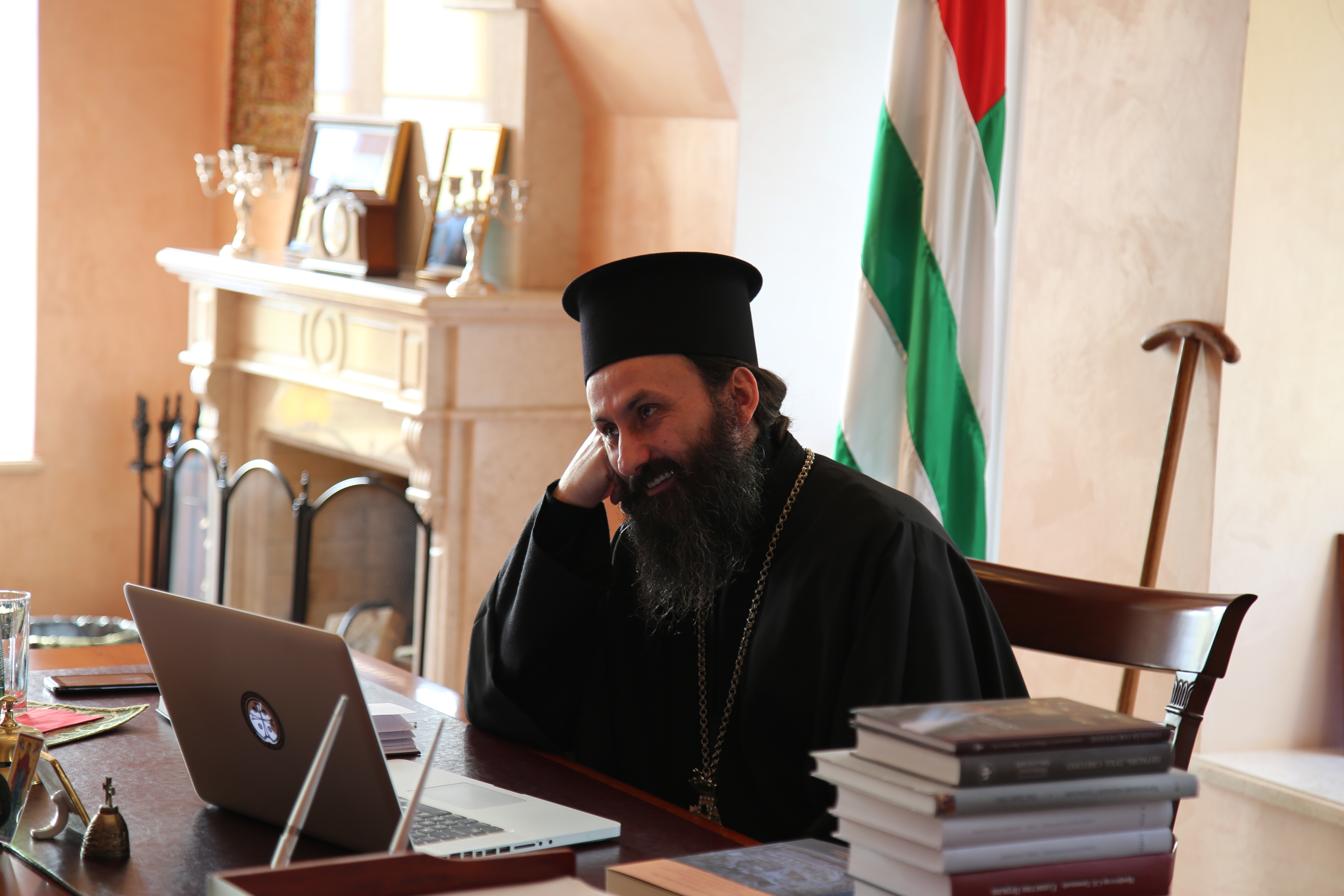

Выступил одним из лидеров проведения Церковно-народного собрания в Абхазии по вопросу о дальнейшей судьбе автокефалии Абхазской православной церкви и 15 мая 2011 года был избран председателем новообразованного Совета Священной Митрополии Абхазии с центром в Новоафонском монастыре, а также кандидатом во епископа.
26 мая 2011 года указом № 068 епископа Майкопского и Адыгейского Тихона (Лобковского) запрещён в священнослужении сроком на один год, в связи с чем обратился к священноначалию Московского Патриархата с открытым апелляционным письмом. Не исключил возможности окончательно покинуть юрисдикцию Русской православной церкви.
11 июня 2012 года, после прошедшего 6-7 июня 2012 года заседания Священного Синода РПЦ в Геленджике, епископом Майкопским и Адыгейским Тихоном (Лобковским) указом № 066 вновь запрещён в служении на три года, но фактически вышел из юрисдикции Московского Патриархата, прилюдно порвав указ о запрещении и начал поминовение Вселенского (Константинопольского) патриарха.
С 8 февраля по 31 мая 2013 г. прошёл специальный курс лекций по «Греческой палеографии, кодикологии (кодификации) и издании рукописей», организованный Греческим палеографическим обществом совместно с Центральной библиотекой Салоник. Основная часть лекций была прочитана председателем Греческого палеографического общества, профессором Евфимиосом Лицасом. 4 июня 2013 г. сдал экзамены и получил соответствующее удостоверение.
8 мая 2014 года в Университете Аристотеля в Салониках защитил диссертацию на тему «Место кончины святого Иоанна Златоуста» («Τόπος θανάτου του αγ. Ιωάννου του Χρυσοστόμου»), получив учёную степень доктора богословия.

### Служения в Абхазии

Причастие в Пантелеимоновском храме Новоафонского монастыря в праздник Рождества Богородицы 21 сентября 2021 года

С января 2015 года автор проекта и главный редактор религиозно-просветительского журнала Священной Митрополии Абхазии «Алашарбага» («Светильник»).
12 июня 2015 года срок запрета был продлен епископом Майкопским и Адыгейским Тихоном (РПЦ) в очередной раз ещё на три года. Ссылка
С июля 2015 года читает лекции на различные богословские, церковно-исторические и литургические темы в Богословском лекториуме при Новоафонском монастыре.
С 1 октября 2015 года стал Председателем правления Культурно-просветительского центра «Адуней». Под его руководством в 2015 году были разработаны архитектурный и инжирное-строительные проекты строительства нового здания Культурно-просветительского центра «Адуней» в г. Сухум. Ссылка
В ноябре 2015 года открыл Церковно-археологический кабинет в Новоафонском монастыре. В Кабинете хранится большой фонд раритетных книг по истории Абхазии, истории христианства в Абхазии, Православной Церкви Абхазии, византологии, богословию, языкознанию и философии. Также в фондах Кабинета хранится большое количество копий архивных и иных материалов по истории Абхазии и истории христианства в Абхазии из различных частных и публичных коллекций.
15 мая 2016 года на II-ом Церковно-народном собрании, прошедшем в монастыре св. апостола Симона Кананита в г. Новый Афон, был вновь избран Председателем Совета Священной Митрополии Абхазии (сроком на 5 лет).
C 2017 года занимается восстановлением скита св. Иоанна Крестителя в с. Анхуа Гудаутского района и созданием при нём реабилитационного центра для наркозависимых.
В июне 2025 года Абхазская православная церковь выдвинула требование к архимандриту Дорофею (Дбару) покинуть Новоафонский монастырь. Свои подписи в письме поставили глава Абхазской православной церкви Виссарион Аплиаа и шестнадцать других священников. В письме содержатся ряд резких обвинений в адрес Дорофея. Утверждается, что им были проигнорированы призывы к единству и послушанию АПЦ. Авторы обращения указывают, что он продолжает вести свою «раскольническую деятельность». В том случае, если Дорофей откажется покинуть монастырь, руководство церкви может обратиться к светским властям Абхазии. Судя по всему, при таком развитии событий рассматривается вариант изгнания отца Дорофея из монастыря силой. Виссарион Аплиаа отмечает необходимость восстановления единства в церкви, а поступки Дорофея расценивает как недопустимые и мешающие этому процессу.

### Преподавательская и научная деятельность
Принимал участие в различных научных и иных конференциях в Абхазии, России и Греции.
В 2009 году принял участие в XXIII Международном научном симпозиуме христианских Фессалоник (Салоник) — «Апостол Павел, Фессалоникийская Церковь и два послания к Фессалоникийцам». Симпозиум проходил в октября 2009 г. в Институте патрологических исследований при монастыре Влатадон в г. Фессалоники (Салоники, Греция).
С 2018 года является старшим научным сотрудником отдела истории Абхазского института гуманитарных исследований им. Д. Гулиа Академии наук Абхазии (АбИГИ АНА).
В 2018-2020 гг. вел свободные курсы греческого языка в АбИГИ им. Д. Гулиа АНА для преподавателей, аспирантов и студентов различных научных и учебных заведений Абхазии.
С 2020 года преподаватель кафедры истории, археологии и этнологии исторического факультета Абхазского государственного университета (АГУ), читает курс лекций «Древнегреческий язык для историков» для магистрантов.
С 2021 года является членом Диссертационного совета по истории при АбИГИ им. Д. Гулиа АНА.
Организатор и участник археологической экспедиции «Анхуа 2019», которая в октября 2019 года проводила археологические раскопки у руин храма св. Георгия в с. Анхуа Гудаутского района Республики Абхазия.
В апреле 2018 г. в ХХХ международных «Крупновских чтениях» по археологии Северного Кавказа (г. Теберда, КЧР). На заседании ІѴ секции «Археология развитого и позднего средневековья» зачитал совместный доклад с Docteur des Lettres, France, с.н.с. отдела сравнительного культуроведения Института Востоковедения РАН, г. Москва Е. Ю. Ендольцевой, посвященный теме «Алтарная преграда из церкви в Дранде (Республика Абхазия): новые данные». Ссылка
В ноября 2019 г. в международной конференции «Архив как атрибут государственности», приуроченной к 90-летию со дня образования Государственного архивного управления Республики Абхазия. Конференция проходила в Национальной библиотеки Республики Абхазия имени И. Папаскир. Тема доклада: «Копии 64 архивных документов 1887—1923 гг. из ЦГА Абхазской АССР, обнаруженных в Греции». Ссылка
21 ноября 2019 г. в международной конференции «Проблемы изучения памятников материальной культуры Кавказа (І тыс. до н. э. — сер. І тыс. н. э.)», посвященной 85-летию со дня рождения видного археолога-кавказоведа Г. Шамба. Конференция проходила в АбИГИ им. Д. Гулиа АНА. Тема доклад: «Греческие надписи из Эшерского городища (ІѴ-II вв. до н. э.)». Ссылка Ссылка

## Семья
- Отец, Дбар Заур Кьязымович, родился 4 апреля 1939 г. в с. Мгудзырхуа Гудаутского района Абхазской АССР. В 1947 г. поступил в Мгудзырхвскую среднюю школу, в 1958 г. окончил полный курс этой школы (аттестат № 032456). В 1958—1962 гг. служил в рядах советской армии, в зенитных войсках в Черняховске, бывший Инстербург (Калининградская область). Воинское звание — ефрейтор (военный билет НЗ № 0237485). В 1962 г. поступил в Ачигварский сельскохозяйственный техникум (Гальский район Абхазии), и окончил названный техникум в 1965 г. по специальности «Агрономия» (диплом К № 940587). После техникума проработал агрономом два года в с. Мгудзырхуа, и последующие два года в лагере для детей пограничников «Солнечный берег» (поселок Бамбора). В 1971 г. вступил в брак. В 1977 г. переехал с семьей на жительство в дом, расположенный в прибрежной части с. Мгудзырхуа. Дом с приусадебным участком был приобретен за 5000 руб. у Владимира и Татьяны Просвиряковых. С 1969 по 1994 гг. работал в пионерском лагере «Дзержинец» (Золотой берег, Мгудзырхуа): с 1969 по 1974 гг. в качестве агронома, с 1974 по 1988 гг. заведующим хозяйством, с 1988 по 1994 гг. заместителем начальника пионерского лагеря (награждён многочисленными почетными грамотами). Во время Отечественной войны народа Абхазии 1992—1993 гг. руководил пионерским лагерем «Дзержинец», где были размещены, вначале, в течение шести месяцев, беженцы, затем около 600 бойцов второй бригады под командованием Героя Абхазия Геннадия Чанба (после его гибели командиром бригады был назначен Гарик Саманба). В 1994 г. в Лыхненском храме Успения Пресвятой Богородицы принял Таинство крещения с именем Зосим. С 2002 г. пенсионер.
- Мать, Дбар—Хутаба Клавдия Константиновна, родилась 9 декабря 1950 г. в с. Блабырхуа Гудаутского района Абхазской АССР. В 1968 г. окончила полный курс Блабырхской средней школы (аттестат № 239833). С 1969 по 1971 гг. работала начальником Блабырхского отделения связи. В 1969 г. поступила на филологический факультет Сухумского государственного педагогического институт им. А. М. Горького, и окончила названный Институт в 1974 г., по специальности абхазский язык и литература (диплом А-I № 152054). С 1972 по 2018 гг. работала преподавателем абхазского языка и литературы в Мгудзырхвской средней школе им. Василия Агрба (учитель первой категории, награждена многочисленными почетными грамотами). В 1994 г. в Лыхненском храме Успения Пресвятой Богородицы принял Таинство крещения с именем Клавдия.
- Сестра, Дбар Лиана Зауровна, родилась 5 июня 1974 г. в с. Мгудзырхуа. В 1991 г. окончила Гудаутскую среднюю школу № 1. В июне 1992 г. вышла замуж за Романа Цейба, уроженца села Джирхуа, который погиб в бою во время Отечественной войны народа Абхазии 1992—1993 гг. (в июльской операции по освобождению Сухума). После войны поступила на педагогический факультет Абхазского Государственного Университета, и окончила названный Университет в 1998 г. по специальности «Педагогика и методика начального образования». В 1994 г. в Лыхненском храме Успения Пресвятой Богородицы принял Таинство Крещения с именем Лианила. В 1995 г. вступила в брак с уроженцем села Бзыбь, Анзором Дгебуадзе. Мать четверых детей. Работает преподавателем средней школы № 1 в г. Гагра.
- Брат, Дбар Рустам Заурович, родился 3 августа 1978 г. в с. Мгудзырхуа. В 1995 г. окончил Мгудзырхвскую среднюю школу. В 1994 г. в Лыхненском храме Успения Богородицы принял Таинство Крещения с именем Рустик. В 1997—1999 гг. служил в рядах вооруженных сил Республики Абхазия. В 1997 г. поступил в филиал Новочеркасского промышленно-гуманитарного колледж в г. Гагра, и окончил его в 2000 г. В 2005 г. поступил на Филологического факультет Абхазского государственного университета, и окончил названный Университет в 2010 г. (диплом АБХ № 002949). В 2007 г. вступил в брак. Супруга — Милана Шамба. Отец двоих детей. С 2008 по 2012 гг. работал оператором Гагрского телевидения. С 2014 г. занимается частным предпринимательством.